# Sunrise
Sunrise (oprindeligt Sunrise Gulf Village) er en by i den sydøstlige del af delstaten Florida i USA. Byen har et befolkningstal på 97.335 (2020) indbyggere.
Byen er beliggende i det amerikanske county Broward County .
Florida Panthers i NHL spiller i Sunrise på BankAtlantic Center.